# Случај Ла Гранд
Случај „Ла Гранд“ је процес који се 2001. године, водио на Међународном суду правде у Хагу између СР Њемачке и Сједињених Америчких Држава а поводом осуде на смрт њемачких држављана Валтера и Карла Ла Гранда.
Браћа Валтер (* 26. јануар 1962; † 3. март 1999) и Карл ла Гранд (* 20. октобар 1963; † 24. фебруар 1999) су били њемачки криминалци, осуђени на смрт због убиства Кена Хартзока, директора банке у Марани (у Аризони) коју су 7. јануара 1982. године хтјели опљачкати.
Браћа Ла Гранд су осуђени на смрт и остављена им је могућност избора начина извршења смртне пресуде између отровне инјекције и гасне коморе. Валтер и Карл се одлучују за бруталнији начин у нади да ће Врховни суд САД, пресуду ревидирати због бруталности такве смрти. Тај суд одлучује другачије, после чега само Карл мијења своју одлуку и одлучује се ипак за отровну инјекцију. Валтер ла Гранд је био задњи осуђеник у САД над којим је извршена пресуда смрти у гасној комори.
Случај „ла Гранд“ је довео до дипломатске кризе и тужбе Њемачке против САД на Међународном суду правде у Хагу. По Бечком споразуму о конзуларним пословима су органи САД били дужни да браћу Ла Гранд упознају са њиховим правом као страних држављана на конзуларну правну заштиту, што они нису учинили. Међународни суд правде је поводом те тужбе 2001. године Њемачкој дао право.
Случај „ла Гранд“ се у правној пракси Међународног суда правде често цитира и служи као референца за друге пресуде.